# Dmitri Iwanowitsch Sanakojew
Dmitri Iwanowitsch Sanakojew (* 10. Mai 1969 in Zchinwali) ist ein südossetischer Politiker.
Er war 2001 Verteidigungsminister und Premierminister Südossetiens. Am 12. November 2006 wurde er in einem alternativen Referendum zum Präsidenten der georgisch kontrollierten Teile Südossetiens gewählt.

## Leben
Während des georgisch-südossetischen Bürgerkriegs 1990 und 1991 soll er nach Angaben russischer Tageszeitungen an Kämpfen gegen georgische Freischärler teilgenommen haben. Er soll sich auch an Kämpfen in Abchasien beteiligt haben.
Südossetiens Präsident Ludwig Tschibirow berief ihn 2001 als Verteidigungsminister. Im Juni des gleichen Jahres wurde er Premierminister. Nach den Präsidentschaftswahlen im November 2001, die Tschibirows Konkurrenten Eduard Kokoity an die Macht brachten, floh Sanakojew nach Russland.
Politisch plädiert er inzwischen für die Integration Südossetiens als autonome Region in Georgien. Er forderte den Abzug sämtlicher russischer und georgischer Truppen aus dem Gebiet. Die Verursacher des georgisch-ossetischen Konflikts hält er für Verbrecher, die strafrechtlich zur Rechenschaft gezogen werden sollen. Dem südossetischen Präsidenten Kokoity wirft er Terrorismus gegen die Bevölkerung und merkantilistische Interessen vor.
Sanakojew trat am 12. November 2006 bei einem alternativen Referendum im georgisch kontrollierten Teil Südossetiens Maia Tschigojewa-Zaboschwili, Giorgi Tschigojew, Teimuras Jeragojew und Tamar Tscharajewa als Präsidentschaftskandidat an. Seine Wahlkampagne führte er unter dem Motto Frieden und Rechtsstaat. Er zeigte dabei eine enorme Medienpräsenz, warb mit Wahlkreisbesuchen, Flugblattabwürfen aus dem Flugzeug und TV-Werbespots.
Bei der Abstimmung gewann er über 94 % der Stimmen. Sanakojew beabsichtigt, eine alternative Regierung Südossetiens zu benennen und seinen Regierungssitz in der Gemeinde Kurta, nordöstlich von Zchinwali zu nehmen. Nachdem Georgien im Rahmen des Kaukasuskriegs 2008 eine Offensive in Südossetien gestartet war, wurde Sanakojews Gegenregierung nach einem russischen und südossetischen Gegenschlag vollständig aus Südossetien vertrieben. In der Folgezeit erkannten vier Staaten die Unabhängigkeit Südossetiens an.
Für den ehemaligen Präsidenten Südossetiens, Eduard Kokoity, ist Sanakojew ein „Verräter am Vaterland“. Er bezichtigte ihn verschiedener ungenannter Straftaten.

## Sonstiges
Anfang Juli 2008 wurde ein Attentat auf Sanakojew verübt. Er befand sich auf dem Weg nach Batumi zur Teilnahme an einer internationalen Konferenz, als sein Auto explodierte. Während Sanakojews drei Leibwächter schwer verletzt wurden, blieb er selbst unversehrt. Ein halbes Jahr später berichtete die russische Nachrichtenagentur REGNUM, Sanakojew sei von Spezialkräften Georgiens ermordet worden. Das Innenministerium in Tiflis dementierte diese Gerüchte.